# Kumbi Salih
Kumbi Salih (arab. ‏كومبي صالح‎, także: Kumbi Saleh, Kunbi Salih; fr. Koumbi Saleh) – średniowieczne miasto, była stolica Imperium Ghany, leżało na obszarze dzisiejszej południowo-wschodniej Mauretanii, w rejonie współczesnego miasta Kifa w regionie administracyjnym Al-Asaba.
Wiek miasta datowany jest na trzecie stulecie, kiedy jego założyciele Mande i ich sąsiedzi Berberowie Sanhadża kontrolowali szlaki handlowe między Kumbi Salih, Audaghust i Timbuktu.
W VII wieku powstało Imperium Ghany, dominując ten region, a jego stolicą zostało Kumbi Salih.
W XI wieku miasto miało około 30 tys. mieszkańców, co czyniło go jednym z największych miast na kontynencie. Składało się z dwu ośrodków. Północny był znany z jego dwunastu meczetów, podczas gdy południowy znany jako El Ghaba był siedzibą pałacu królewskiego otoczonego małym osiedlem. Przedmieścia mieszkalne leżały między dwoma ośrodkami. W roku 1076 Sanhaja znowu ruszyli na południe, tym razem równając miasto z ziemią i niszcząc przy okazji większość z jego udokumentowanych zapisów. W rezultacie tego zniszczenia, większość informacji o mieście Ghanów pochodzi od arabskich albo berberyjskich gości i podróżnych.
Na początku XIII wieku król ludu Sosso regionu Takrur Soumaoro Kanté wykorzystywał miasto jako bazę operacyjną dla jego armii. Miasto było później opuszczone, ponownie odkryte w roku 1913, zostało otwarte jako miejsce wykopalisk archeologicznych.